# Етан Мітчелл
Етан Мітчелл (англ. Ethan Mitchell, нар. 19 лютого 1991, Окленд-сіті, Нова Зеландія) — новозеландський велогонщик, срібний призер Олімпійських ігор 2016 року.

## Виступи на Олімпіадах
| Олімпіада           | Дисципліна       | Місце |
| ------------------- | ---------------- | ----- |
| Лондон 2012         | командний спринт | 5     |
| Ріо-де-Жанейро 2016 | командний спринт | 2     |

## Зовнішні посилання
- Етан Мітчелл — олімпійська статистика на сайті Sports-Reference.com (англ.) (архівна версія)

1. ↑  https://www.stuff.co.nz/sport/olympics/125744521/from-kerikeri-to-invercargill-where-new-zealands-tokyo-olympians-went-to-school